# Bithynia kobialkai
Bithynia kobialkai es una especie de molusco gasterópodo de la familia Hydrobiidae.

## Distribución geográfica
Es endémica del noroeste de Mallorca (España).  